# Kürassier-Regiment „Graf Gessler“ (Rheinisches) Nr. 8

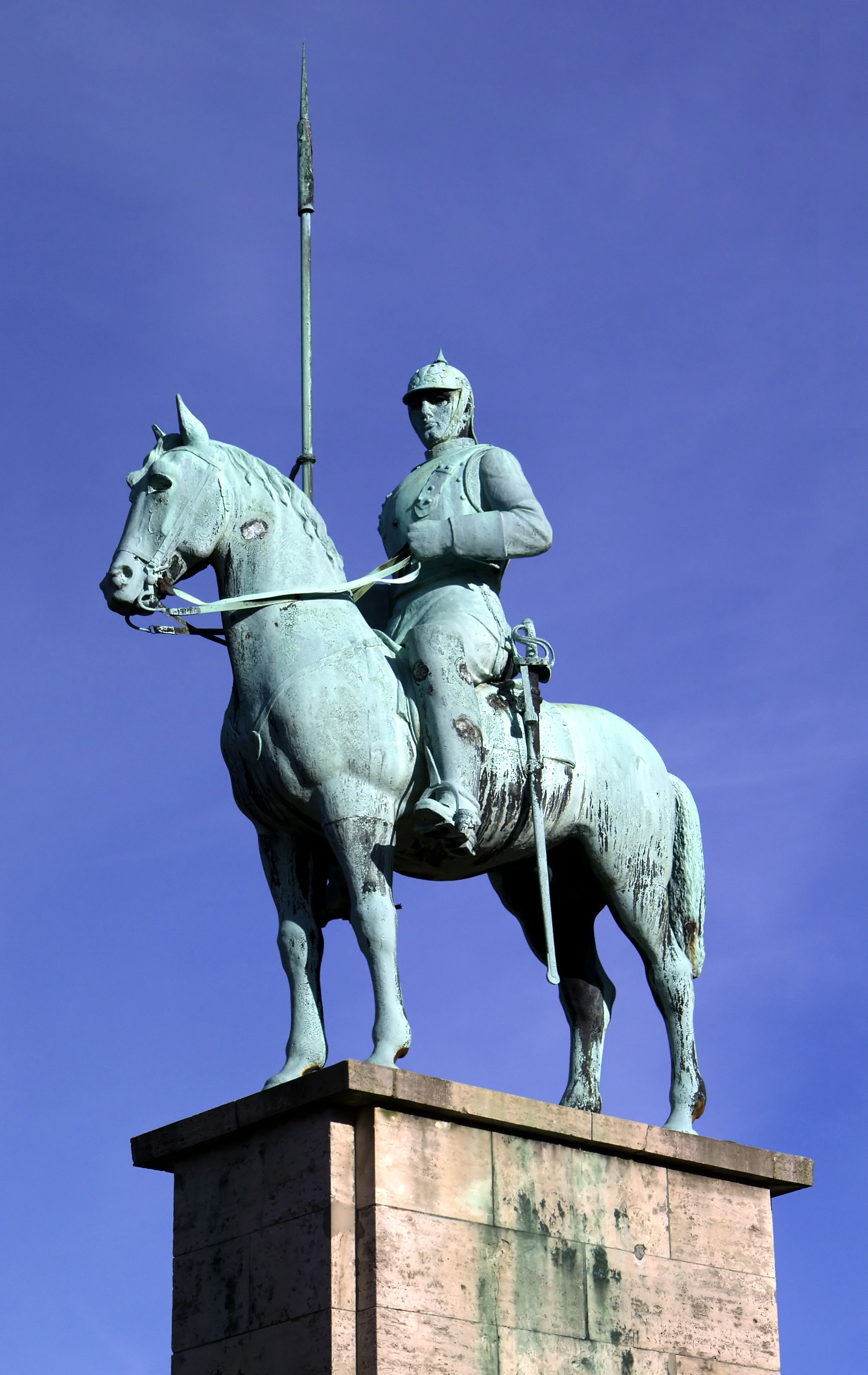
Denkmal des Kürassier-Regiments Nr. 8 in Köln-Deutz (vor der Renovierung)

Das Kürassier-Regiment „Graf Gessler“ (Rheinisches) Nr. 8 war ein Kavallerieverband der Preußischen Armee. Die Benennung „Graf Gessler“ erfolgte 1888 durch Kaiser Wilhelm II. und nahm Bezug auf den preußischen Generalfeldmarschall Friedrich Leopold von Geßler.

## Verbandszugehörigkeit 1914

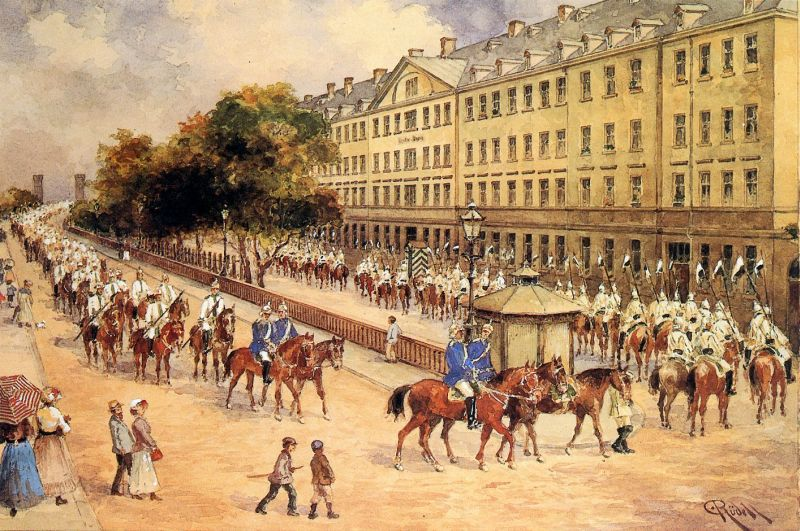
„Deutzer Kürassiere um 1900“ von Carl Rüdell

- VIII. Armee-Korps in Koblenz – Kommandierender General: Generalleutnant Erich Tülff von Tschepe und Weidenbach
  - 15. Division in Köln – Kommandeur: Generalleutnant Julius Riemann
    - 15. Kavallerie-Brigade in Köln – Kommandeur: Generalmajor Adolf von Storch

- Regimentschef: Georg V., König von Großbritannien und Irland, Kaiser von Indien

- Garnison: Köln-Deutz
- Stiftungstag des Regiments: 7. März 1815

## Geschichte

### Aufstellung

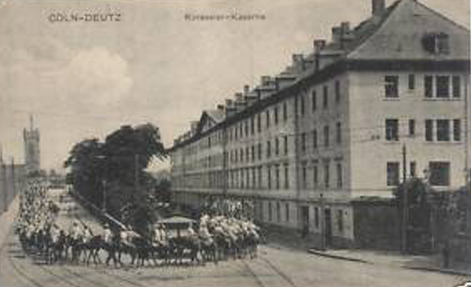
Kaserne des Regiments in Köln-Deutz

Regiment „Graf Gessler“ um 1893

Mit A.K.O. vom 7. September 1815 wurde in Halberstadt die Aufstellung des 8. Dragoner-Regiments befohlen.
Dazu mussten je eine Eskadron abgeben:
- das 2. Westpreußische Dragoner-Regiment
- das 1. Litthauische Dragoner-Regiment
- das Elb-National-Husaren-Regiment

Im Jahre 1819 wurde die Einheit in das 8. Kürassier-Regiment umgewandelt. Mit A.K.O. vom 27. Januar erhielt es die endgültige Bezeichnung Kürassier-Regiment „Graf Gessler“ (Rheinisches) Nr. 8.
Von 1817 bis 1849 stand das Regiment in Langensalza in Garnison. 1850 wurde es nach Deutz verlegt.

### Gefechtskalender

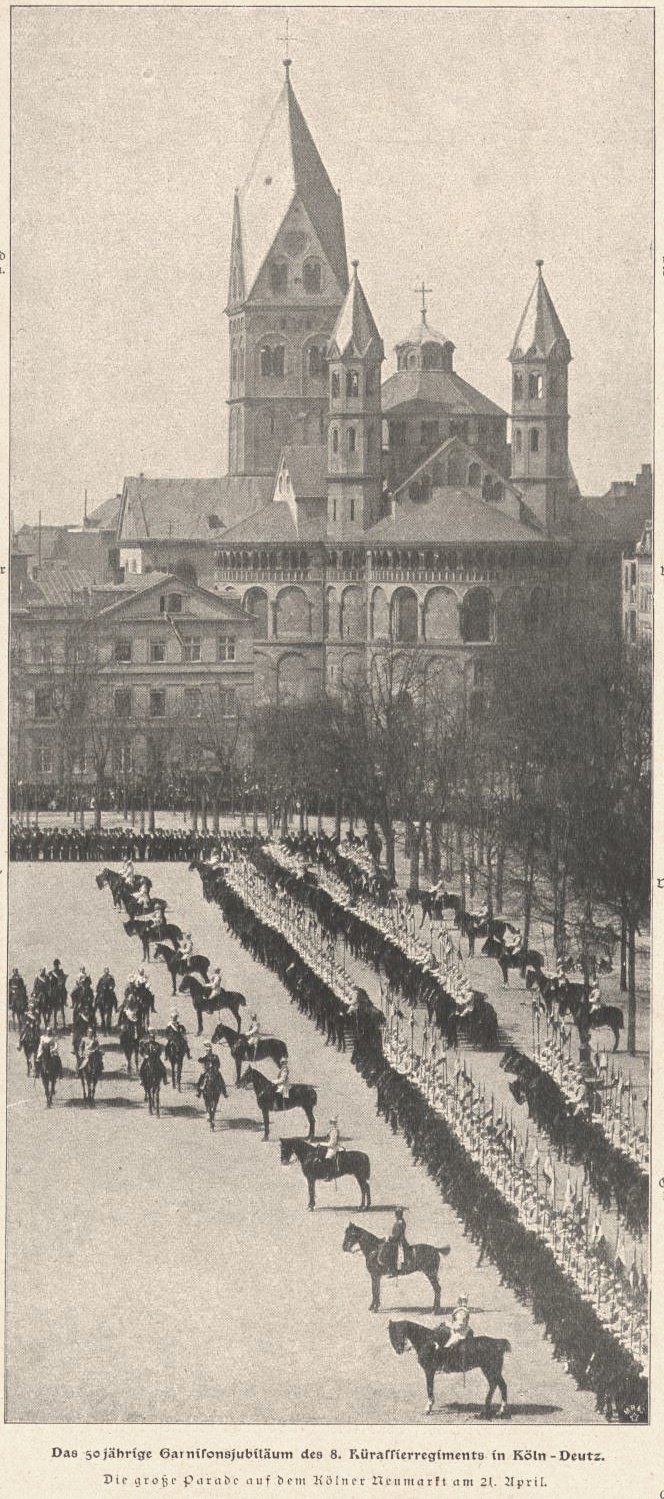
Parade des Regiments, am 21. April 1900, auf dem Kölner Neumarkt, zum 50-jährigen Garnisonsjubiläum

An den Kampfhandlungen gegen das napoleonische Frankreich nahm das Regiment nicht mehr teil. Es lag bis 1817 in der Gegend um Koblenz verteilt und kam dann in seine erste feste Garnison nach Langensalza.

#### Deutsche Revolution
Anlässlich der Bürgerunruhen nahm das Regiment 1848 an den Straßenkämpfen in Erfurt teil. 1849 beteiligte es sich an der Niederwerfung der Badischen Revolution und der Belagerung der Festung Rastatt.

#### Deutscher Krieg
Während des Deutschen Krieges war es beim Einmarsch in Böhmen, der Schlacht bei Königgrätz und dem anschließenden Vormarsch bis vor Wien.

#### Deutsch-Französischer Krieg
Während des Deutsch-Französischen Krieges 1870/71 war das Regiment an der Einschließung und Belagerung von Metz beteiligt sowie der Zersprengung der französischen Nord-Armee. Am 30. Juni 1871 kehrte es nach Deutz zurück.

#### Erster Weltkrieg

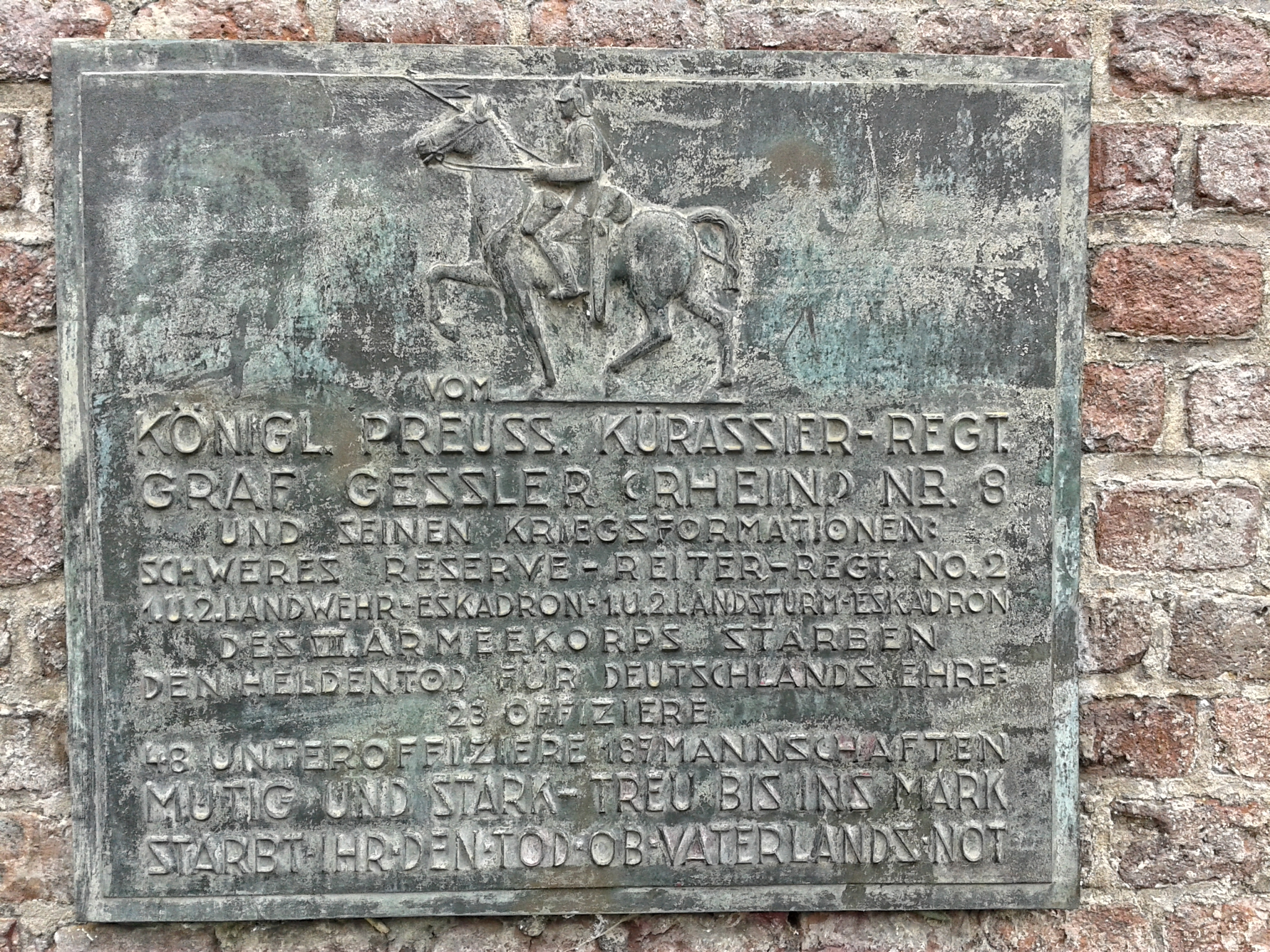
Gedenktafel Königl. Preuss. Kürassier-Regt. Graf Gessler (Rhein.) Nr. 8 - Schweres Reserve-Reiter-Regt. Nr. 2 - 1. u. 2. Landwehr-Eskadron - 1. u. 2. Landsturm-Eskadron des VIII. Armeekorps, ehem. preußisches Fort I im heutigen Friedenspark (Köln).

Das Regiment verlor seinen Kavallerie-Status bereits im Herbst 1914 und wurde in ein Kavallerie-Schützen-Regiment umgewandelt.
Am 1. August 1914 Ausmarsch in den Westen mit Grenzschutz in Luxemburg, anschließend Teilnahme an der Marneschlacht. Das Regiment oder Teile davon befanden sich:
am 10. August 1914 in Luxemburg
am 20. August 1914 in Bastogne
am 22. August 1914 die 1. Eskadron in Pocheresse
am 19. September 1914 bei Somme-Py
Ab Herbst 1914 bis Mitte 1917 Stellungskämpfe bei Arras und um Reims in der Champagne. Im Juli 1916 befand sich die 1. Eskadron im Sommeabschnitt. Im Juni 1917 Verlegung an die Ostfront, Kämpfe in Galizien und in den Karpaten. Im Oktober 1917 befand sich die 1. Eskadron im Isonzo Kampfabschnitt.
Im Dezember 1917 Verlegung in den Westen, Teilnahme an der Deutschen Frühjahrsoffensive. Bis 5. November 1918 Stellungs- und Abwehrkämpfe in Nordfrankreich.

### Verbleib
Beim Waffenstillstand am 11. November 1918 befand sich die Einheit in der Hermannstellung, von wo aus sie den Rückmarsch in die Heimat antrat. Da der Standort Deutz zur entmilitarisierten Zone gehörte, marschierte das Regiment nach Rastede bei Oldenburg, wo es im Mai 1919 demobilisiert und aufgelöst wurde.
Die Tradition übernahm in der Reichswehr die 2. Eskadron des 7. (Preußisches) Reiter-Regiments in Breslau.

## Kommandeure
| Dienstgrad                  | Name                               | Datum                                                      |
| --------------------------- | ---------------------------------- | ---------------------------------------------------------- |
| Oberstleutnant              | Ernst von Müller                   | 29. März 1815 bis 13. Juni 1826                            |
| Oberstleutnant/Oberst       | Bogislav Tauentzien von Wittenberg | 05. März 1827 bis 30. März 1837                            |
| Oberstleutnant/Oberst       | Gustav von Graeve                  | 13. April 1837 bis 30. März 1846                           |
| Oberstleutnant              | Hans von Unruh                     | 31. März 1846 bis 24. Januar 1850                          |
| Major/Oberstleutnant/Oberst | Friedrich von Derenthall           | 25. Januar 1850 bis 24. April 1854                         |
| Oberstleutnant/Oberst       | Rudolf von Gotsch                  | 04. Mai 1854 bis 17. Mai 1858                              |
| Major                       | Louis Ernst Eduard von Borstell    | 18. Mai 1858 bis 2. Januar 1859                            |
| Major/Oberstleutnant/Oberst | Anton von Below                    | 12. März 1859 bis 17. April 1865                           |
| Major/Oberstleutnant/Oberst | Maximilian von Roedern             | 18. April 1865 bis 3. April 1871                           |
| Oberstleutnant/Oberst       | Maximilian von Schmettow           | 04. April 1871 bis 15. November 1875                       |
| Oberstleutnant/Oberst       | Kurt von Arnim                     | 16. November 1875 bis 12. März 1880                        |
| Major/Oberstleutnant        | Karl Schenk                        | 13. März bis 8. November 1880 (mit der Führung beauftragt) |
| Oberstleutnant/Oberst       | Karl von Schenk                    | 09. November 1880 bis 7. März 1887                         |
| Major/Oberstleutnant/Oberst | Ludwig von Gemmingen-Hornberg      | 07. Juli 1887 bis 21. August 1891                          |
|                             | Konrad von Lüttichau               | 22. August 1891 bis 21. Mai 1896                           |
|                             | Adolf Willich von Pöllnitz         | 22. Mai 1896 bis 1. August 1900                            |
|                             | Karl von Plüskow                   | 02. August 1900 bis 18. Oktober 1905                       |
|                             | Georg von Hugo                     | 19. Oktober 1905 bis 26. Juni 1908                         |
| Oberstleutnant/Oberst       | Hermann Heidborn                   | 27. Juni 1908 bis 26. Januar 1912                          |
| Oberstleutnant              | Richard Beissel von Gymnich        | 27. Januar 1912 bis 21. März 1914                          |

## Uniform

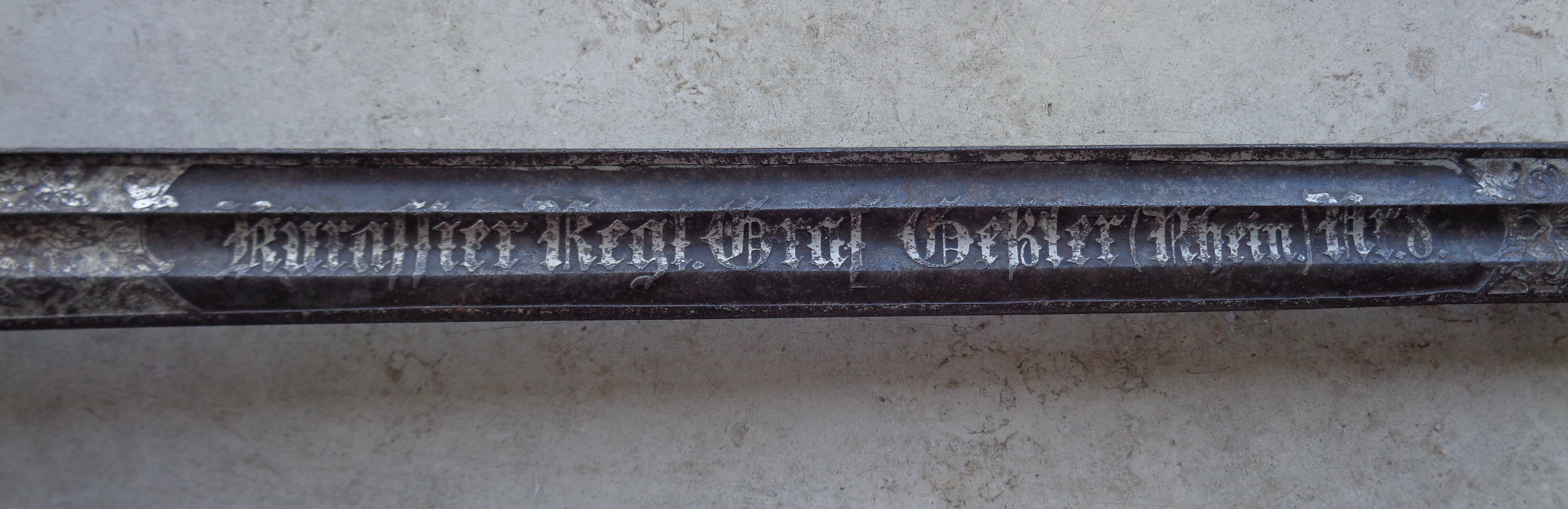
Inschrift auf einem Degen des Kürassier-Regiments Graf Gessler

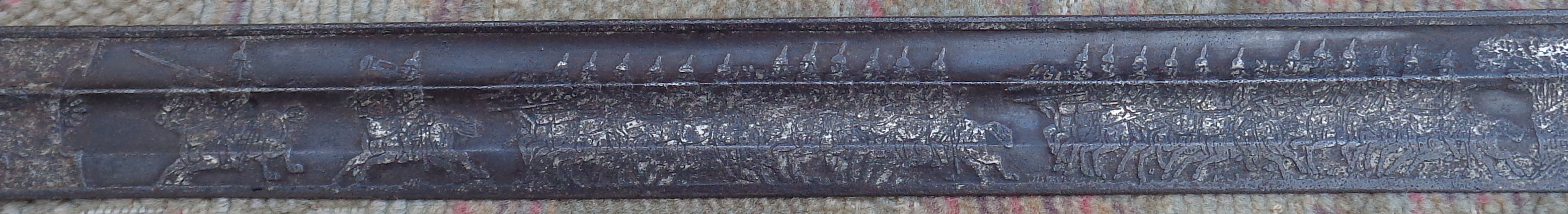
Rückseite des Degens des Kürassier-Regiments Graf Gessler

Bis 1912 wurde auch im Felde ein weißer Koller und weiße Stiefelhosen getragen. Offiziere waren mit Epauletten, Unteroffiziere und Mannschaften mit Schulterklappen ausgestattet. Dazu kamen schwarze Kürassierstiefel (sogenannte Kanonenstiefel) und der Kürassierhelm aus hell poliertem Eisen mit Beschlägen und Zierrat aus Messing, sowie ein weißes Bandelier mit schwarzer Kartusche. Bei Paraden wurde zusätzlich ein weißmetallener, zweiteiliger Küraß angelegt. Zum normalen Dienst trugen die Kürassiere einen dunkelblauer Waffenrock. Als Gesellschaftsuniform war dieser bei Offizieren mit Epauletten und Fransen ausgestattet. Dazu gehörte eine weiße Schirmmütze mit grünem Besatzstreifen.
Die Abzeichenfarbe auf den schwedischen Aufschlägen, dem Kragen und den Epaulettenfeldern war hellgrün, die Knöpfe und Borten goldfarben. Auf den Epaulettenfeldern befand sich das verschlungene Monogramm GVR (Georg V. Rex (König Georg V.)) mit Krone für den britischen Regimentsinhaber, das erst 1917 entfernt wurde.
Bereits mit A.K.O. vom 14. Februar 1907 befohlen und ab 1909/10 schrittweise eingeführt, wurde anlässlich des Kaisermanövers 1913 die bunte Uniform erstmals durch die feldgraue Felddienstuniform (M 1910) ersetzt. Diese glich vollkommen der Friedensuniform. Das Lederzeug und die Stiefel waren naturbraun, der Helm wurde durch einen schilffarbig genannten Stoffüberzug bedeckt. Das Bandelier und die Kartusche wurden zu dieser Uniform nicht mehr angelegt.

## Ausbildung
Die gemusterten jungen Männer, die häufig aus einfachen sozialen Verhältnissen stammten, wurden nicht nur zu soldatischer Disziplin und in der Handhabung einer Waffe (Karabiner 88) ausgebildet. Sie hatten vielmehr bei hinreichender Intelligenz und gutem Fleiß die Möglichkeit, ein Handwerk zu erlernen.
Da als Kürassier nicht zuletzt der Umgang mit Pferden im Vordergrund stand, war es u. a. möglich, eine Prüfung als Hufschmied abzulegen und sogar die Befähigung zu erlangen, eigenständig einen Betrieb zu leiten, was der Meisterprüfung entsprach.

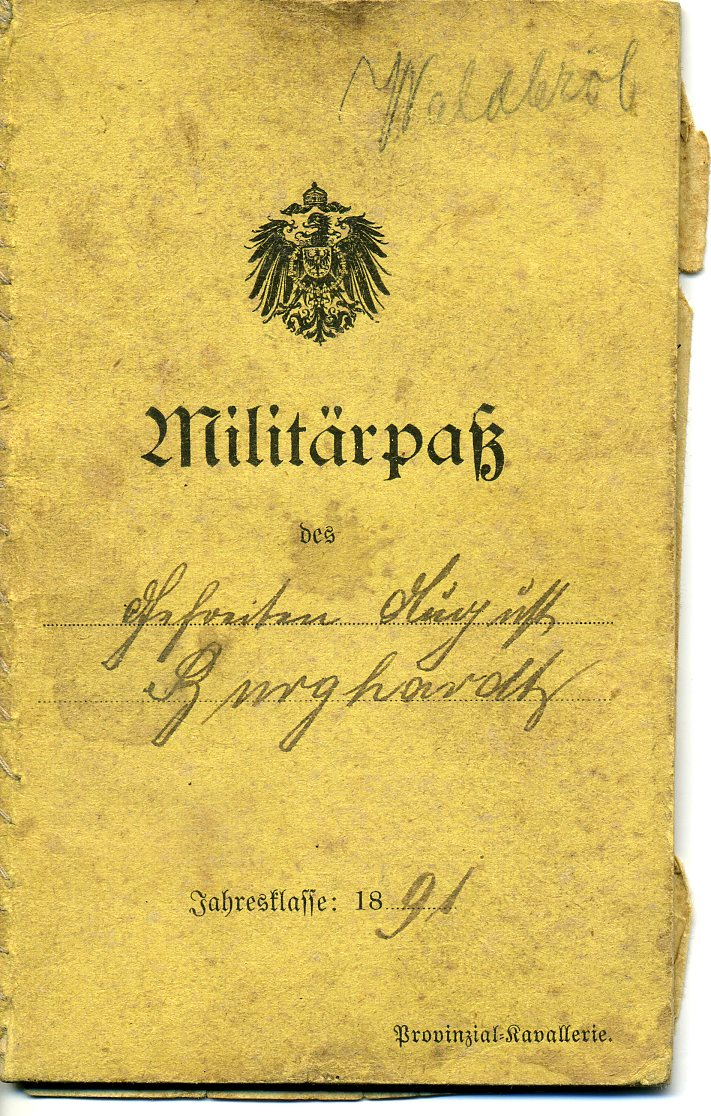
Militärpass eines Gefreiten (Titelseite) 1891
Auszug aus einem Militärpass 1891/94
Führungszeugnis eines Gefreiten 1894
Prüfungszeugnis „Hufbeschlaggewerbe“ 1894
Ausbildung eines Gefreiten
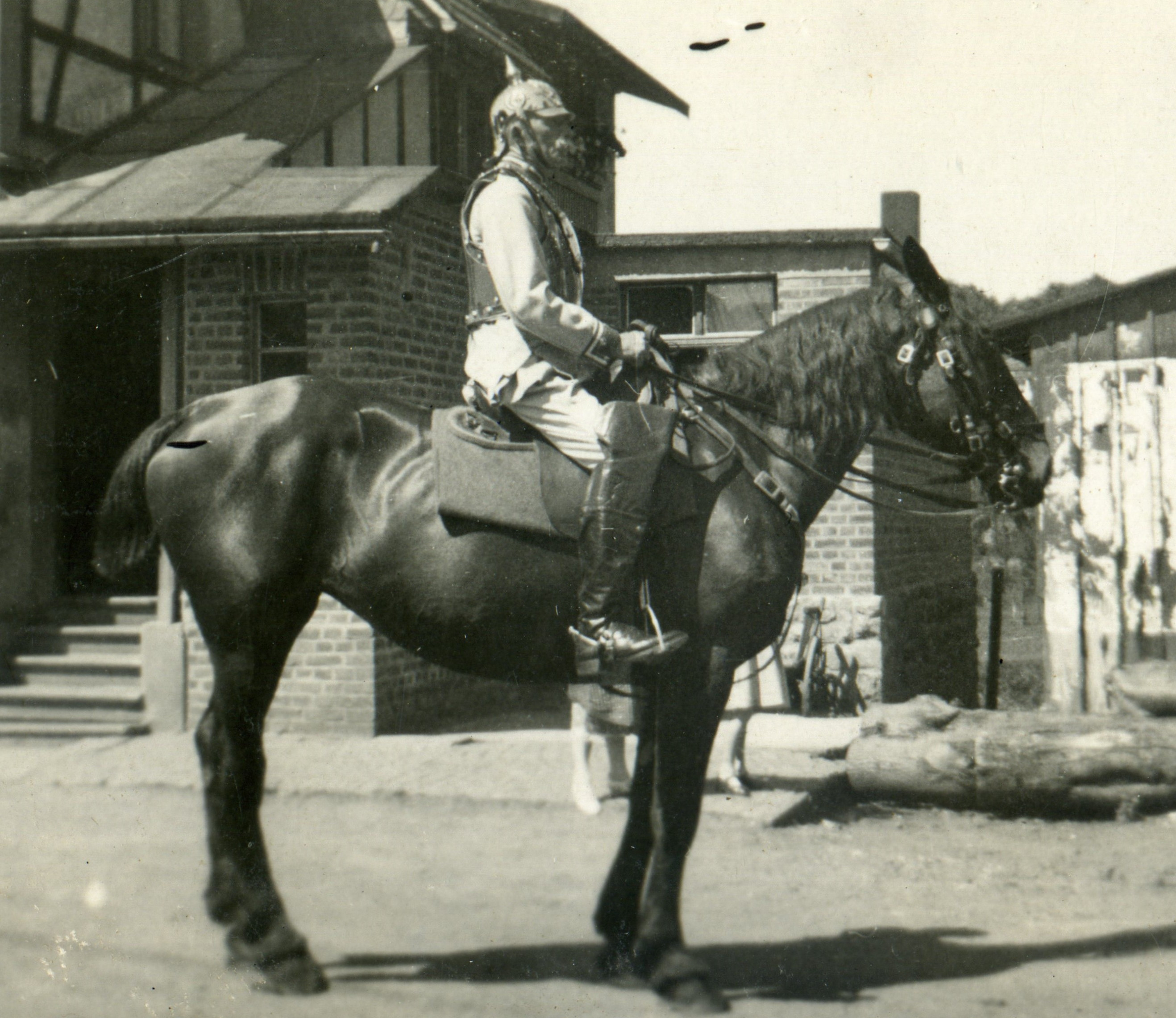
Schmiedemeister A. Burghardt (65) als ehem. Deutzer Kürassier 1935

## Denkmal
Nach dem Ersten Weltkrieg beauftragten Truppenteile der Reichswehr, darunter die 2. Eskadron des 7. (Preußisches) Reiter-Regiments, den Berliner Bildhauer Paul Wynand, einen Entwurf für das Reiterstandbild eines Deutzer Kürassiers anzufertigen. Es sollte zur Erinnerung an die Toten des Ersten Weltkriegs aus dem Kürassier-Regiment "Graf Gessler" errichtet werden. Ausgeführt wurde die Arbeit durch die Linke-Hofmann-Lauchhammer A.G. aus Lauchhammer in Sachsen, die 1924 die Kosten einschließlich Transport und Aufstellung auf insgesamt 8.300 Goldmark veranschlagte. Eingeweiht wurde das Denkmal am 21. September 1930 am damaligen Südflügel der alten Kürassier-Kaserne.
Pferd und Reiter sind 4,20 m hoch. Zusammen mit der 5,80 m langen Lanze erreicht das Standbild eine Höhe von insgesamt etwa 7 m. Sein Gewicht beträgt rund 4,5 Tonnen.
Im Rahmen der Neugestaltung der Rheinpromenade in Köln-Deutz wurde 2015 das Reiterstandbild von seinem Sockel entfernt und in dreijähriger Arbeit durch die Firma Hoppen in Dattenfeld grundlegend restauriert, wobei auch nach alten Originalfotos wieder eine Fahne an der Lanze angebracht wurde. Anlässlich des Endes des Ersten Weltkriegs vor 100 Jahren wurde das renovierte Reiterstandbild 2018 wieder auf seinen Sockel gehoben.
Ab 2015 erfolgte im Rahmen der archäologischen Grabungen im Historischen Park Deutz auch eine Sichtung und Stabilisierung des Sockelfundaments.

Denkmal 2019 nach der Restaurierung
Denkmal 2019, Ansicht von Nordwesten
Denkmal 2019 vor dem Stadtpanorama